# Бойд, Федерико
Федерико Аугусто Бойд Лопес (исп. Federico Augusto Boyd López, 24 сентября 1851, Панама, Республика Новая Гранада — 25 мая 1924, Нью-Йорк, США) — колумбийский и панамский государственный деятель, и. о. президента Панамы (1910).

## Биография
Родился в семье Арчибальдо Бойда и Марии Лопес де Бойд. Был бизнесменом, в 1888 году был избран в муниципальный совет Панамы. Лоббировал в колумбийском правительстве строительство Панамского канала.
Когда в 1903 году произошло отделение Панамы от Колумбии — стал членом Временной правящей хунты. В США тут же была послана делегация из Мануэля Амадора, Федерико Бойда и Пабло Аросемены для обсуждения вопросов, связанных с Панамским каналом, однако по прибытии на место она обнаружила, что США уже только что заключили соответствующий договор. В 1906 году был избран в Национальную Ассамблею, где представлял провинции Колон и Бокас-дель-Торо.
Панама унаследовала систему управления от Колумбии: здесь не было поста вице-президента, а были посты «Designado Presidencial» — первый (Primer) и второй (Segundo); занимающие эти посты люди должны были исполнять обязанности президента (в указанном порядке) в случае его отсутствия (а также невозможности исполнения президентских обязанностей предыдущим Designado Presidencial). Когда в 1908 году президентом страны был избран Хосе Доминго де Обальдия, то Primer Designado стал Хосе Агустин Аранго, а Segundo Designado — Карлос Антонио Мендоса. Но Аранго скончался в 1909 году, и поэтому, когда 1 марта 1910 года скончался президент Обальдия, в соответствии с Конституцией страны Мендоса стал исполняющим обязанности президента.
Designado Presidencial избирались Национальной Ассамблеей на два года. Мендоса не устраивал консерваторов (и поддерживающих их США), поэтому осенью 1910 года, когда состоялись выборы новых исполняющих обязанности, новым Primer Designado стал Пабло Аросемена, а Segundo Designado — Федерико Бойд, которому и пришлось исполнять обязанности президента страны, пока Аросемена не прибыл из Чили.
В 1910—1911 годах — посол в Германии; в Нидерландах и Бельгии (по совместительству).
В 1911—1912 годах — министр иностранных дел. Впоследствии был генеральным консулом в Гондурасе и Сальвадоре.